# Katey Sagal
Katey Sagal, pseudonimo di Catherine Louise Sagal (Los Angeles, 19 gennaio 1954), è un'attrice, doppiatrice e cantante statunitense.
È nota primi per i suoi ruoli da protagonista nelle serie televisive Sposati... con figli, 8 semplici regole e Sons of Anarchy, oltre per aver prestato la voce in originale al personaggio di Leela nella serie animata Futurama.

## Biografia
Katey Sagal è nata a Los Angeles il 19 gennaio 1954. Figlia del regista Boris Sagal, ha due sorelle gemelle, Jean e Liz, e due fratelli, Joe Sagal e David Sagal, quest'ultimo sposato con l'attrice McNally Sagal. Sono tutti attori. 
Inizia la sua carriera negli anni settanta, lavorando in un film diretto dal padre, tratto dalla serie TV Colombo; negli stessi anni lavora come cantante per artisti come Bob Dylan, Gene Simmons e Tanya Tucker. Ha fatto parte di un gruppo chiamato The Group With No Name, inoltre è stata cantante di Bette Midler in un suo tour del 1979.
Nel 1987 acquista popolarità grazie al ruolo della casalinga Peggy Bundy nella sit-com Sposati... con figli, che interpreta per dieci anni fino al 1997. Negli anni successivi partecipa a vari film per la televisione, oltre ad un ruolo di tre episodi nella serie televisiva That '70s Show e, dal 1999 e per tutta la sua durata, presta la voce a Turanga Leela nella serie a cartoni animati Futurama e nei lungometraggi tratti dalla serie.
Dopo ruoli da protagonista in due serie cancellate dopo pochi episodi, Tucker ed Imagine That, l'attrice lavora dal 2002 al 2005 in un'altra sit-com intitolata 8 semplici regole al fianco di John Ritter, per poi prenderne il ruolo da protagonista dopo la scomparsa dell'attore occorsa poco dopo l'inizio delle riprese della seconda stagione. In seguito alla chiusura della serie, ha preso parte in qualità di ospite alle serie televisive Ghost Whisperer, The Winner e CSI: Crime Scene Investigation, oltre a ruoli di più episodi nelle serie Lost (dove interpretava Helen, la fidanzata di John Locke), Boston Legal, The Shield ed Eli Stone.
Nel 2008 torna alla ribalta con la serie televisiva Sons of Anarchy, ideata, prodotta, scritta e interpretata dal marito Kurt Sutter, il quale le affida il ruolo da protagonista di Gemma Teller-Morrow; la serie dura sette stagioni e l'attrice si aggiudica il Golden Globe per la miglior attrice in una serie drammatica nel 2011, oltre a un Prism Award nel 2012 per la medesima categoria e due candidature ai Critics' Choice Awards.
Nel 2010 l'attrice ha partecipato alla serie web Chadam e dal 2015 è nuovamente protagonista di un progetto televisivo del marito, The Bastard Executioner sempre in onda su FX, oltre all'essere apparsa, con un ruolo di supporto, nel film campione d'incassi Pitch Perfect 2.
Il 9 settembre 2014 riceve una stella sulla Hollywood Walk of Fame.
Nel 2024 è stato annunciato che interpreterà Dr. Kureha nella serie televisiva One Piece.

### Vita privata
Katey Sagal è stata sposata tre volte: con il musicista Freddie Beckmeier dal 1978 al 1981, con Jack White dal 1994 al 2000, mentre dal 2004 con lo sceneggiatore, attore e regista Kurt Sutter, con il quale recita anche nelle sue serie televisive Sons of Anarchy e The Bastard Executioner. L'attrice ha avuto tre figli, due dal primo matrimonio e uno dal terzo matrimonio, quest'ultimo avuto tramite madre surrogata.

## Filmografia

### Cinema
- A servizio ereditiera offresi (Maid to Offer), regia di Amy Holden Jones (1987)
- Diritto d'amare (The Good Mother), regia di Leonard Nimoy (1988)
- Dropping Out, regia di Mark Osborne (2000)
- Following Tildy, regia di Jonathan Schmock (2002) - cortometraggio
- I'm Reed Fish, regia di Zackary Adler (2006)
- House Broken - Una casa sottosopra (House Broken), regia di Sam Harper (2009)
- Jack and the Beanstalk, regia di Gary J. Tunnicliffe (2010)
- There's Always Woodstock, regia di Rita Merson (2014)
- Pitch Perfect 2, regia di Elizabeth Banks (2015)
- Bleed - Più forte del destino (Bleed for This), regia di Ben Younger (2016)
- Trust, regia di Carlson Young (2025)

### Televisione
- The Failing of Raymond, regia di Boris Sagal – film TV (1971)
- I nuovi medici (The Bold Ones: The New Doctors) – serie TV, episodio 4x08 (1972)
- Colombo (Columbo) – serie TV, episodio 3x03 (1973)
- Larry, regia di William A. Graham – film TV (1974)
- The Dream Makers, regia di Boris Sagal – film TV (1975)
- Three for the Road – serie TV, episodio 1x01 (1975)
- Mary – serie TV, 13 episodi (1985-1986)
- Sposati... con figli (Married... with Children) – serie TV, 261 episodi (1987-1997)
- Mother Goose Rock 'n' Rhyme, regia di Jeff Stein – film TV (1990)
- Racconti di mezzanotte (Tales from the Crypt) – serie TV, episodio 2x08 (1990)
- Mia figlia è innocente (Violation of Trust), regia di Charles Correll – film TV (1991)
- Trail of Tears, regia di Donald Wrye – film TV (1995)
- Mr. Headmistress, regia di James Frawley – film TV (1998)
- Chance of a Lifetime, regia di Deborah Reinisch – film TV (1998)
- God's New Plan, regia di Michael Switzer – film TV (1999)
- Pat, la mamma virtuale (Smart House), regia di LeVar Burton – film TV (1999)
- That '70s Show – serie TV, episodi 1x18-1x19-1x22 (1999)
- Tucker – serie TV, 13 episodi (2000-2001)
- The Geena Davis Show – serie TV, episodio 1x20 (2001)
- Imagine That – serie TV, 5 episodi (2002)
- 8 semplici regole (8 Simple Rules) – serie TV, 76 episodi (2002-2005)
- Quando gli angeli scendono in città (When Angels Come to Town), regia di Andy Wolk – film TV (2004)
- Ghost Whisperer - Presenze (Ghost Whisperer) – serie TV, episodio 1x12 (2005)
- Campus Confidential, regia di Melanie Mayron – film TV (2005)
- Three Wise Guys, regia di Robert Iscove – film TV (2005)
- The Shield – serie TV, episodi 4x02-6x07 (2005-2007)
- Lost – serie TV, 4 episodi (2005-2010)
- Boston Legal – serie TV, 5 episodi (2006)
- The Winner – serie TV, episodio 1x06 (2007)
- CSI - Scena del crimine (CSI: Crime Scene Investigation) – serie TV, episodio 8x16 (2008)
- Eli Stone – serie TV, 4 episodi (2008)
- Sons of Anarchy – serie TV, 92 episodi (2008-2014)
- Glee – serie TV, episodio 4x21 (2013)
- The Bastard Executioner – serie TV, 10 episodi (2015)
- Brooklyn Nine-Nine – serie TV, episodi 3x14-5x07 (2016-2017)
- The Big Bang Theory – serie TV, episodio 10x01 (2016)
- This Is Us – serie TV, episodio 1x02 (2016)
- Furst Born, regia di Todd Holland (2016) – episodio pilota scartato
- Dirty Dancing, regia di Wayne Blair – film TV (2017)
- Superior Donuts – serie TV, 34 episodi (2017-2018)
- Mayans MC – serie TV, episodio 1x01 (2018) - non accreditata
- Shameless – serie TV, 7 episodi (2018-2019)
- The Conners – serie TV, 22 episodi (2018-2021)
- Grand Hotel – serie TV, 3 episodi (2019)
- Amiche per la morte - Dead to Me (Dead to Me) – serie TV, episodi 2x09-2x10 (2020)
- Rebel – serie TV, 10 episodi (2021)
- One Piece – serie TV (2026)

### Doppiatrice
- Duckman - serie TV, episodio 2x06 (1995)
- Space Cases - serie TV, episodio 2x09 (1996)
- Ricreazione (Recess) - serie TV, 5 episodi (1997-2000)
- Futurama - serie TV, 140 episodi (1999-2013)
- Happily Ever After: Fairy Tales for Every Child - serie TV, episodio 3x13 (2000)
- Ricreazione - La scuola è finita (Recess: School's Out), regia di Chuck Sheetz (2001) - non accreditata
- Futurama - videogioco (2003)
- Lords of EverQuest - videogioco (2003)
- Higglytown Heroes - serie TV, 4 episodi (2004-2006)
- Futurama - Il colpo grosso di Bender (Futurama: Bender's Big Score), regia di Dwayne Carey-Hill (2007)
- Futurama - La bestia con un miliardo di schiene (Futurama: The Beast with a Billion Backs), regia di Peter Avanzino (2008)
- Futurama - Il gioco di Bender (Futurama: Bender's Game), regia di Dwayne Carey-Hill (2008)
- Futurama - Nell'immenso verde profondo (Futurama: Into the Wild Green Yonder), regia di Peter Avanzino (2008)
- Chadam - serie web, 8 episodi (2010)
- A to Z - serie TV, 13 episodi (2014)
- I Simpson (The Simpsons) - serie TV, episodio 26x06 (2014)
- Regular Show - serie TV, episodi 6x01-6x12 (2014-2015)
- Futurama: Worlds of Tomorrow - videogioco (2017)
- Spirit Riding Free - serie TV, 4 episodi (2018)

## Discografia

### Album in studio
- 1994 – Well...
- 2004 – Room
- 2013 – Covered

## Riconoscimenti
Golden Globe
- 1991 – Candidatura alla miglior attrice in una serie commedia o musicale per Sposati... con figli
- 1992 – Candidatura alla miglior attrice in una serie commedia o musicale per Sposati... con figli
- 1993 – Candidatura alla miglior attrice in una serie commedia o musicale per Sposati... con figli
- 1994 – Candidatura alla miglior attrice in una serie commedia o musicale per Sposati... con figli
- 2011 – Miglior attrice in una serie drammatica per Sons of Anarchy

Critics' Choice Awards
- 2011 – Candidatura alla miglior attrice in una serie drammatica per Sons of Anarchy
- 2012 – Candidatura alla miglior attrice in una serie drammatica per Sons of Anarchy

Satellite Awards
- 2010 – Candidatura alla miglior attrice in una serie drammatica per Sons of Anarchy
- 2011 – Candidatura alla miglior attrice in una serie drammatica per Sons of Anarchy

## Doppiatrici italiane
Nelle versioni in italiano dei suoi lavori, Katey Sagal è stata doppiata da:
- Irene Di Valmo in Lost, Sons of Anarchy, The Big Bang Theory, Rebel
- Laura Boccanera in Campus Confidential, 8 semplici regole, Ghost Whisperer - Presenze
- Pinella Dragani in Sposati... con figli, Boston Legal
- Aurora Cancian in The Shield (ep. 4x02), Bleed - Più forte del destino
- Antonella Giannini in Eli Stone, Grand Hotel
- Roberta Greganti in Dead to Me - Amiche per la morte (ep. 2x09-10), Trust
- Anna Rita Pasanisi in Diritto d'amare
- Monica Gravina in The Shield (ep. 6x07)
- Laura Romano in CSI - Scena del crimine
- Alessandra Korompay in House Broken - Una casa sottosopra
- Sabrina Duranti in Pitch Perfect 2
- Paila Pavese in Mia figlia è innocente
- Antonella Rinaldi in Glee
- Fabiana Aliotti in Shameless
- Emanuela Baroni in Dead to Me - Amiche per la morte (ep. 3x09)

Da doppiatrice, l'attrice è stata sostituita da:
- Pinella Dragani in Futurama (st. 1-7), I Simpson
- Tiziana Avarista in Futurama (st. 8+)